# René J.A. Lévesque
Pour les articles homonymes, voir René Lévesque (homonymie) et Lévesque.
 (décembre 2017).
Si vous disposez d'ouvrages ou d'articles de référence ou si vous connaissez des sites web de qualité traitant du thème abordé ici, merci de compléter l'article en donnant les références utiles à sa vérifiabilité et en les liant à la section « Notes et références ».
René J.A. Lévesque, O.C. (1926 - 16 avril 2005) est un physicien nucléaire québécois. Il a travaillé durant de nombreuses années pour l'Université de Montréal. Nommé professeur en 1960, il y a assumé plusieurs années la fonction de vice recteur à la recherche.

## Hommage et distinction
- Officier de l'Ordre du Canada (1997)
- Membre émérite de l'Acfas (2001)
- Un pavillon de l'Université de Montréal porte son nom